# Cadetia siewhongii
Cadetia siewhongii là một loài thực vật có hoa trong họ Lan. Loài này được P.O'Byrne mô tả khoa học đầu tiên năm 1996.